# Гаргаццоне
Гаргаццоне (итал. Gargazzone) — коммуна в Италии, располагается в регионе Трентино — Альто-Адидже, в провинции Больцано.
Население составляет 1505 человек (2008 г.), плотность населения составляет 341 чел./км². Занимает площадь 4 км². Почтовый индекс — 39010. Телефонный код — 0473.
Покровителем коммуны почитается святой Иоанн Креститель, празднование 24 июня.

## Демография
Динамика населения: